# 201 Пенелопа
201 Пенелопа (лат. 201 Penelope) је астероид главног астероидног појаса. Приближан пречник астероида је 68,39 km,
а средња удаљеност астероида од Сунца износи 2,678 астрономских јединица (АЈ).
Инклинација (нагиб) орбите у односу на раван еклиптике је 5,759 степени, а орбитални период износи 1601,057 дана (4,383 године). Ексцентрицитет орбите астероида износи 0,180.
Апсолутна магнитуда астероида износи 8,43 а геометријски албедо 0,160.
Астероид је откривен 7. августа 1879. године.